# Abutilon halophilum
Abutilon halophilum är en malvaväxtart som beskrevs av Ferdinand von Mueller. Abutilon halophilum ingår i släktet klockmalvor, och familjen malvaväxter. Inga underarter finns listade i Catalogue of Life.